# واهنز
واهنز هي قرية وبلدية سابقة في منطقة اشمالکالدن-مينينجين ، في تورينجيا، ألمانيا. منذ 1 يناير 2019، أصبحت جزءًا من مدينة فازونغن.